# Izhar Elias
Izhar Elias (Amsterdam, 1977) is een Nederlandse klassieke gitarist, gespecialiseerd in de historische uitvoeringspraktijk (barok en vroeg 19e eeuw), de kamermuziek en de hedendaagse muziek, gecombineerd met multimedia. 

## Opleiding
Elias kreeg vanaf zijn zevende jaar gitaarles van Ton Terra aan de Muziekschool Amstelveen. Hij studeerde aan het Prins Claus Conservatorium en het Koninklijk Conservatorium, bij het Groningen Guitar Duo en bij Zoran Dukić. In 2002 sloot hij zijn master-opleiding af met een 9,5 met onderscheiding en de Nicolaï-prijs. Hij volgde een opleiding aan de 'Accademia di Studi Superiori l´Ottocento' bij Carlo Barone in Italië (uitvoeringspraktijk 19e-eeuwse muziek). Van William Carter, Lex Eisenhardt en Adrián Rodríguez van der Spoel kreeg hij lessen barokgitaar. Van de violist Kees Hendrikse kreeg hij interpretatielessen.

## Carrière
Elias geeft concerten en masterclasses in Europa, Zuidoost-Azië en Australië. Als solist werkt Elias met orkesten als het Residentie Orkest, Het Gelders Orkest, Nederlands Symfonieorkest, Nederlands Kamerorkest, Radio Philharmonisch Orkest, Combattimento Consort en Sinfonia Rotterdam.
Met Erik Bosgraaf en klavecinist Alessandro Pianu vormt hij het trio Cordevento. dat zich vooral richt op repertoire uit de 17e eeuw. Voor seizoen 2011-2012 was Cordevento opgenomen in de ‘Rising Stars’ serie, met o.a. optredens in Keulen, Hamburg, Birmingham, Wenen, Brussel en Luxemburg. In 2012 verscheen het debuutalbum van trio Cordevento, getiteld ‘La Monarcha’.
Met gitarist Fernando Riscado Cordas jr. vormt Elias een duo dat zich specialiseert in het uitvoeren van muziek op historische gitaren. Verder werkt Elias regelmatig samen met componisten, choreografen, filmmakers en theaterregisseurs.
In 2013-14 is hij artist-in-residence in de Stadsgehoorzaal Leiden.

## Cd-opnamen
Omaggio a Guadagnini uit 2004 is Elias' debuut-cd. In 2007 bracht Izhar Elias samen met blokfluitist Erik Bosgraaf de cd plus dvd Big Eye uit. In juni 2009 nam hij vroeg-19e-eeuwse arrangementen van Rossini's opera Semiramide op, gespeeld op een Guadagnini-gitaar uit 1812. 
In 2011 verscheen zijn cd Hommage à Debussy, met Spaanse en Franse werken die geïnspireerd zijn op composities van Claude Debussy. In 2013 bracht hij het album  Adelaide, Beethoven and the guitar uit, met 19e-eeuwse arrangementen van werken van Beethoven.

## Prijzen
20 maart 2011 ontving Izhar Elias de Nederlandse Muziekprijs. Verder ontving hij meerdere nationale en internationale prijzen.

## Discografie
- Adelaide, Beethoven and the guitar (Brilliant Classics, 94631), 2013
- La Monarcha, 17th century music from the Spanish territories, Cordevento (Brilliant Classics, 94252), 2012
- Bassoon Kaleidoscope, met Bram van Sambeek (Brilliant Classics, 9252), 2012
- Hommage à Debussy, Spanish and French guitar music from Paris, Izhar Elias solo (Brilliant Classics, 9246), 2011
- Rossini: Semiramide, opera arrangements for solo guitar by Giuliani, Izhar Elias solo (2 cd's, Brilliant Classics, 93902), 2009
- Vivaldi: Recorder Concertos, Cordevento (Brilliant Classics 93804), 2009
- Big Eye, movies & music, Bosgraaf&Elias (cd & dvd, Phenom Records PH0713), 2007
- Omaggio a Guadagnini, classical and romantic guitar music, Izhar Elias solo (Challenge Records, FL72401), 2004